# Pseudanophthalmus menetriesii
Pseudanophthalmus menetriesii är en skalbaggsart som beskrevs av Victor Ivanovitsch Motschulsky. Pseudanophthalmus menetriesii ingår i släktet Pseudanophthalmus och familjen jordlöpare. Inga underarter finns listade i Catalogue of Life.